# Glenea artemis
Glenea artemis là một loài bọ cánh cứng trong họ Cerambycidae.